# Police des mœurs (film)
Pour plus de détails, voir Fiche technique et Distribution.
Police des mœurs est un film érotique français réalisé par Jean Rougeron, sorti en 1987.

## Distribution
- Yves Jouffroy
- Laurence Savin
- Henri Poirier
- Pierre Londiche
- René Roussel
- Victor Béniard
- Patrick Palmero
- Dominique Hulin
- Laure Sabardin : Sophie Leclerc
- Blandine Claverie
- Dawn Conrad
- Kellya Cooper
- Arielle Delode
- Michel Duperret
- Sylvie Fauquet
- Krystyna Ferencowicz
- Zoe Flaut
- Adelaide João
- Renate Langer
- Suzy Le Vere
- Wanda Mendres
- Elisabeth Steiner
- Astrid Weber